# Ольсен, Хенри
Хенри Мартиниус Ольсен (норв. Henry Martinius Olsen; 11 марта 1887, Кристиания — 16 августа 1978, Осло) — норвежский легкоатлет, выступавший в прыжках в длину и высоту и тройном прыжке. Участник летних Олимпийских игр 1908 года.

## Биография
Хенри Ольсен родился 11 марта 1887 года в норвежском городе Кристиания (сейчас Осло).
Выступал в легкоатлетических соревнованиях за ИФ из Кристиании.
В 1908 году вошёл в состав сборной Норвегии на летних Олимпийских играх в Лондоне. В прыжках в высоту поделил в квалификации 13-15-е места с Йожефом Халужинским из Венгрии и Гарфилдом Макдональдом из Канады, показав результат 1,72 метра и уступив 11 сантиметров попавшему в финал с 7-го места Нилу Паттерсону из США. В прыжках в длину не попал в финал. В тройном прыжке занял в квалификации 13-е место с результатом 13,17 метра и уступив 1,20 метра попавшему в финал с 3-го места Эдварду Ларсену из Норвегии.
Умер 16 августа 1978 года в Осло.

## Личные рекорды
- Прыжки в длину — 6,62 (1908)[1]
- Прыжки в высоту — 1,78 (1918)[1]
- Тройной прыжок — 13,82 (1908)[1]